# رأس أمليل
رأس أمليل هي جماعة قروية تابعة لإقليم كلميم بجهة كلميم واد نون جنوب المغرب. وهي تقع على الطريق الوطنية رقم 1 بين كلميم وطانطان، وتضم 172 1 نسمة يعيشون في 278 أسرة، حسب الإحصاء العام للسكان والسكنى لسنة 2014.

## إحصاء عام
| السنة | عدد السكان | عدد الأسر | عدد الأجانب |
| ----- | ---------- | --------- | ----------- |
| 1994  | 1460       | 198       | °°°°        |
| 2004  | 1357       | 227       | 2           |

## دواوير الجماعة
دوار راس امليل المركز ـ دوار خنك لحمام ـ دوار اماغود ـ دوار تيرزا ـ دوار ام الخير ـ دوار المجيفلة ـ دوار تامدا ـ دوار تيدركيت ـ دوار تيمتنوس ـ دوار خنيك لعظام ـ دوار عيون درعة ـ دوار تاموسيت ـ دوار عوينات لمسمس ـ دوار الدفيلية ـ دوار عين كرمة ـ دوار ام ايدي ـ دوار الدغيميسة ـ دوار لعظيم ـ دوار اوريورا ـ دوار لخطيطات ـ دوار لكطوعة ـ دوار الجوي ـ دوار الطويرفات تيزكاغين ـ دوار كلب سيد هباب ـ دوار بوسليف